# Sophronica partefuscipennis
Sophronica partefuscipennis är en skalbaggsart som beskrevs av Stefan von Breuning 1967. Sophronica partefuscipennis ingår i släktet Sophronica och familjen långhorningar. Inga underarter finns listade i Catalogue of Life.